# خوزان
خوزان، در شاهنامه نام دلاوری ایرانی است، که در نبرد بزرگ به یاری کیخسرو آمده بود.

## خوزان در شاهنامه
فردوسی در بیتی از شاهنامه از خوزان چنین یاد می‌کند:
| بجنبید با رستم از قبله گاه |  | منوشان و خوزان لشکرپناه |